# Репрессии против редакторов Википедии в Беларуси
Репрессии против редакторов Википедии в Беларуси — серия политически мотивированных арестов, задержаний и других форм давления со стороны белорусских властей на авторов и редакторов белорусскоязычной Википедии. Эти действия, зафиксированные с начала 2020-х годов, рассматриваются как часть более широкой волны репрессий против гражданского общества, независимых СМИ и активистов, направленных на контроль информационного пространства и ограничение доступа граждан к независимым источникам информации.

## История
Белорусская Википедия, созданная в 2004 году, сыграла значительную роль в сохранении и популяризации белорусского языка, культуры и истории. Во время политического кризиса после президентских выборов 2020 года власти усилили контроль над информационным пространством, нацелившись на независимые СМИ и интернет-ресурсы. Статьи Википедии, освещающие протесты и действия правительства, особенно противоречащие официальному государственному нарративу, стали объектом повышенного внимания. Белорусская Википедия оставалась одной из немногих платформ с относительной свободой информации и плюрализмом мнений, что сделало её центром внимания государства.
В 2025 году, перед волной арестов редакторов Википедии, государственные СМИ развернули информационную кампанию, обвиняя белорусскую Википедию в прозападной предвзятости. Среди тех, кто активно продвигал эти нарративы в белорусском информационном поле, была известный пропагандист Людмила Гладкая.

## Хронология репрессий
- В 2022 году были задержаны редакторы Марк Бернштейн и Владислав Чахович. Бернштейна обвинили в «организации и подготовке действий, грубо нарушающих общественный порядок» из-за редактирования им статей, связанных с вторжением России на Украину, и приговорили к трём годам ограничения свободы. По мнению правоохранительных органов, он распространял «фальшивую информацию о российских вооруженных силах»[8][9].
- 7 апреля 2022 года Павел Перников, редактор нескольких языковых редакций Википедии (в том числе двух белорусских), был приговорен к двум годам лишения свободы в колонии усиленного режима за сообщения в Интернете, «дискредитирующие Республику Беларусь», в том числе за две правки статей Википедии о политических репрессиях в Беларуси[10][11].
- В декабре 2024 года был задержан редактор под псевдонимом Старый Йолуп, который вносил вклад в раздел Википедии «Тарашкевица» (белорусская латиница)[12].
- 13 марта 2025 года пропал редактор, известный как Казимир Лахнович; его судьба остается неизвестной[13].